# Luciana Farri
Luciana Farri (Cuneo, 22 giugno 1919 – ...) è stata una cestista italiana.

## Carriera
Ha giocato in Serie A con Roma e alcune gare amichevoli con la Nazionale italiana.

## Statistiche

### Cronologia presenze e punti in Nazionale
| Cronologia completa delle presenze e dei punti in Nazionale - Italia | Cronologia completa delle presenze e dei punti in Nazionale - Italia | Cronologia completa delle presenze e dei punti in Nazionale - Italia | Cronologia completa delle presenze e dei punti in Nazionale - Italia | Cronologia completa delle presenze e dei punti in Nazionale - Italia | Cronologia completa delle presenze e dei punti in Nazionale - Italia | Cronologia completa delle presenze e dei punti in Nazionale - Italia | Cronologia completa delle presenze e dei punti in Nazionale - Italia |
| Data                                                                 | Città                                                                | In casa                                                              | Risultato                                                            | Ospiti                                                               | Competizione                                                         | Punti                                                                | Note                                                                 |
| -------------------------------------------------------------------- | -------------------------------------------------------------------- | -------------------------------------------------------------------- | -------------------------------------------------------------------- | -------------------------------------------------------------------- | -------------------------------------------------------------------- | -------------------------------------------------------------------- | -------------------------------------------------------------------- |
| 20/03/1949                                                           | Modena                                                               | Italia                                                               | 12 - 30                                                              | Francia                                                              | Amichevole                                                           | 3                                                                    | [ 6 ]                                                                |
| 02/01/1950                                                           | Nizza                                                                | Francia                                                              | 18 - 21                                                              | Italia                                                               | Amichevole                                                           | 2                                                                    | [ 6 ]                                                                |
| 3-3-1951                                                             | Bruxelles                                                            | Belgio                                                               | 41 - 54                                                              | Italia                                                               | Amichevole                                                           | 1                                                                    | [ 7 ]                                                                |
| 24/03/1951                                                           | Bari                                                                 | Italia                                                               | 45 - 36                                                              | Francia                                                              | Amichevole                                                           | 7                                                                    | [ 7 ]                                                                |
| 04/06/1951                                                           | Nizza                                                                | Italia                                                               | 47 - 32                                                              | Paesi Bassi                                                          | Torneo amichevole                                                    | 2                                                                    | [ 7 ]                                                                |
| 05/06/1951                                                           | Nizza                                                                | Italia                                                               | 41 - 40                                                              | Belgio                                                               | Torneo amichevole                                                    | 1                                                                    | [ 7 ]                                                                |
| 06/06/1951                                                           | Nizza                                                                | Italia                                                               | 25 - 18                                                              | Austria                                                              | Torneo amichevole                                                    | 2                                                                    | [ 7 ]                                                                |
| 07/06/1951                                                           | Nizza                                                                | Italia                                                               | 49 - 19                                                              | Svizzera                                                             | Torneo amichevole                                                    | 4                                                                    | [ 7 ]                                                                |
| 10/06/1951                                                           | Nizza                                                                | Francia                                                              | 44 - 38                                                              | Italia                                                               | Torneo amichevole                                                    | 0                                                                    | [ 7 ]                                                                |
| Totale                                                               |                                                                      | Presenze                                                             | 9                                                                    |                                                                      | Punti                                                                | 22                                                                   |                                                                      |

## Palmarès
- Campionato italiano: 1
Indomita Roma: 1948-1949